# Susumu Kurobe
Susumu Kurobe, detto Takashi Yoshimoto (Kurobe, 22 ottobre 1939), è un attore giapponese.

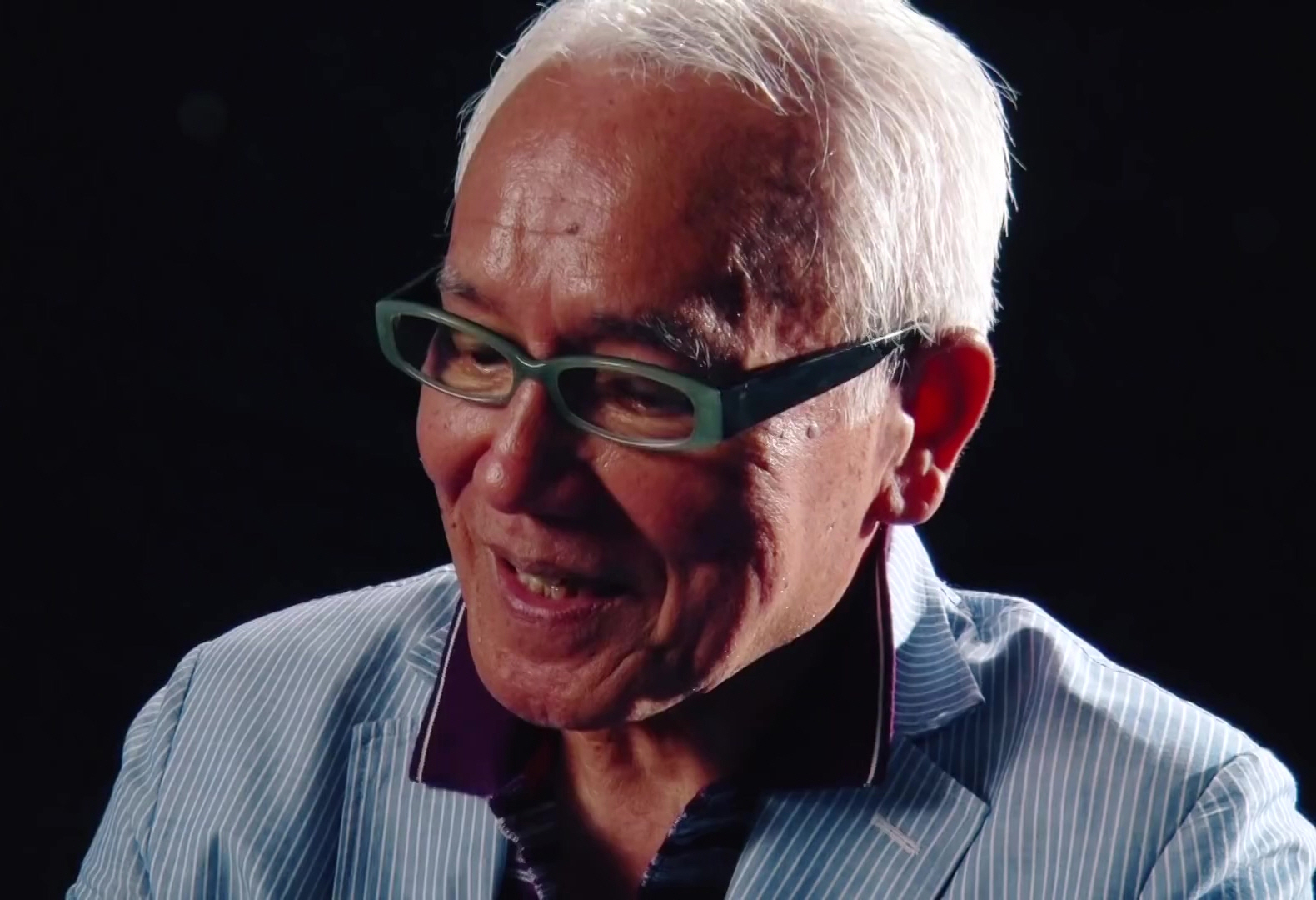
Susumu Kurobe

Noto per la sua interpretazione di Shin Hayata, il primo Ultraman nell'omonimo franchise, un ruolo che ha interpretato sin dalla serie originale nel 1966 e molte altre volte durante il franchise. Nel 2005, ha interpretato il capo Kenzo Tomioka in Ultraman Max.
Ha fatto il suo debutto cinematografico con Akatsukino Gasho nel 1963. Dopo essere apparso in Ultraman, apparve in molti drammi Jidai-geki. Sua figlia, Takami Yoshimoto, è anche un'attrice, che ha interpretato Rena Yanase in Ultraman Tiga (1996).

## Filmografia

### Cinema
- Akatsuki no gasshô, regia di Hideo Suzuki (1963)
- Kokusai himitsu keisatsu: Tora no kiba, regia di Jun Fukuda (1964)
- Hadaka no jûyaku, regia di Yasuki Chiba (1964)
- Ghidorah! Il mostro a tre teste, regia di Ishirō Honda (1964)
- La tua pelle o la mia, regia di Frank Sinatra (1965)
- Taiheiyô kiseki no sakusen: Kisuka, regia di Seiji Maruyama (1965)
- Kemonomichi, regia di Eizô Sugawa (1965)
- Kokusai himitsu keisatsu: Kagi no kagi, regia di Senkichi Taniguchi (1965)
- Hyappatsu hyakuchu, regia di Jun Fukuda (1965)
- Abare Gôemon, regia di Hiroshi Inagaki (1966)
- Kiganjô no bôken, regia di Senkichi Taniguchi (1966)
- Che fai, rubi?, regia di Woody Allen (1966)
- King Kong - Il gigante della foresta, regia di Ishirō Honda (1967)
- Il figlio di Godzilla, regia di Jun Fukuda (1967)
- Chōhen kaijū eiga Ultraman, regia di Hajime Tsuburaya, Eiji Tsuburaya (1967)
- Kill!, regia di Kihachi Okamoto (1968)
- Gli eredi di King Kong, regia di Ishirō Honda (1968)
- Isoroku, (1968)
- Là dove volano i corvi, regia di Hideo Gosha (1969)
- Latitudine zero, regia di Ishirō Honda (1969)
- The Bullet Train, regia di Junya Satō (1975)
- Zoku ningen kakumei, regia di Toshio Masuda (1976)
- Ultraman: Great Monster Decisive Battle, (1979)
- Ultraman Kaijuu Daikessen, regia di Kitao Chiba (1979)
- Ultra Q the Movie: Hoshi no densetsu, regia di Akio Jissōji (1990)
- Godzilla contro King Ghidorah, regia di Kazuki Ōmori (1991)
- Godzilla contro Mothra, regia di Takao Okawara (1992)
- Gojira VS Mekagojira, regia di Takao Okawara (1993)
- Revive! Ultraman, regia di Masahiro Tsuburaya (1996)
- Ultraman Zearth 2: Choujin Taisen Hikari to Yami, regia di Kazuya Konaka (1997)
- Ultraman Zearth 2, regia di Kazuya Konaka (1997)
- Gojira × Megaguirus - G shōmetsu sakusen, regia di Masaaki Tezuka (2000)
- Ultraman Cosmos: The First Contact, regia di Toshihiro Iijima (2001)
- Round 1, regia di Daiki Yamada (2003)
- Deep Sea Beast Reigo, regia di Shinpei Hayashiya (2005)
- Ultraman Mebius & Ultraman Brothers, regia di Kazuya Konaka (2006)
- The Monster X Strikes Back: Attack the G8 Summit, regia di Minoru Kawasaki (2008)
- Superior Ultraman 8 Brothers, regia di Takeshi Yagi (2008)
- Mega Monster Battle: Ultra Galaxy, regia di Koichi Sakamoto (2009)
- Ultraman Zero: The Revenge of Belial, regia di Yuichi Abe (2010) - (voce)
- Hômukamingu, regia di Toshihiro Iijima (2011)
- Ultraman Saga, regia di Hideki Oka (2012)
- Zeusu no houtei, regia di Gen Takahashi (2013)
- Genge, regia di Yôichirô Kakuta (2014)

### Televisione
- Ultra Q – serie TV, (1966)
- Ultraman – serie TV, (1966–1967)
- Moeyo Ken – serie TV, (1970)
- Ōedo Sōsamō – serie TV, (1971-1984)
- Kaettekita Ultraman – serie TV, (1971)
- Ronin of the Wilderness – serie TV, (1972)
- Robotto Keiji – serie TV, (1973)
- Taiyō ni Hoero! – serie TV, (1973-1979)
- The Water Margin – serie TV, (1973)
- Ultraman Taro – serie TV, (1973)
- Ultraman Leo – serie TV, (1974)
- Mito Kōmon – serie TV, (1976-2007)
- Space Ironman Kyodain – serie TV, (1976)
- Shin Hissatsu Shiokinin – serie TV, (1977)
- JAKQ dengekitai – serie TV, (1977)
- Hissatsu Karakurinin Fugakuhyakkei Koroshitabi – serie TV, (1978)
- Megaloman – serie TV, (1979)
- Seibu Keisatsu – serie TV, (1981-1982)
- Uchuu Keiji Gavan – serie TV, (1982)
- Sukeban deka – serie TV, (1985)
- Kamen Rider Black – serie TV, (1987–1988)
- Tokkei Winspector – serie TV, (1990–1991)
- Tokusou Exceedraft – serie TV, (1992)
- Yugen Jikkou Sisters Chouchoutrian – serie TV, (1993)
- Gridman the Hyper Agent – serie TV, (1993)
- Kokoro – serie TV, (2003)
- Ultraman Max – serie TV, (2005–2006)
- Ultraman Mebius – serie TV, (2007)
- Mito Kōmon – serie TV, (2007)
- Samurai Gourmet – serie TV, (2017)